# Västerljungs kyrka
Västerljungs kyrka ligger i Västerljung sju kilometer nordväst om Trosa. Den tillhör Trosa församling i Strängnäs stift. 
De äldsta murarna i Västerljungs kyrka är från 1100- och 1200-talen. Under århundradenas lopp har kyrkans exteriör ändrats flera gånger. Senast hände det år 1889. Då fick tornet det slutgiltiga utseendet med sitt krön av tegel med insänkta blinderingar i murytan efter medeltida mönster.
1719 blev ett katastrofalt år för Västerljungs kyrka. Då härjade ryssarna i socknen och brände bland annat kyrkan. Taket och all inredning förstördes och därtill alla handlingar som berättade om kyrkans forna historia.
De medeltida valven sätter sin prägel på interiören. Putsen på dessa har avlägsnats. De inventarier som räddades undan rysshärjningarna 1719 har försvunnit. Ett altarskåp från 1400-talets senare hälft finns emellertid i kyrkan. Altarskåpet var en gåva från Ösmo kyrka efter branden 1719. Predikstolen är tillverkad på 1830-talet medan altarringen och bänkinredningen tillkom 1954. Orgelläktaren är från samma år. I långhuset finns tre malmkronor; äldst är förmodligen den som hänger främst, troligen från 1500-talet. 
1959 återfanns i torngrunden en på 1000-talet ristad sten (Södermanlands runinskrifter 40) med intressant ornamentik. Inskriptionen lyder i översättning: "Hunnäv reste efter Gerrnar, sin fader. Han är ändad i Tjurst. Skamhals högg dessa runor."

## Bilder

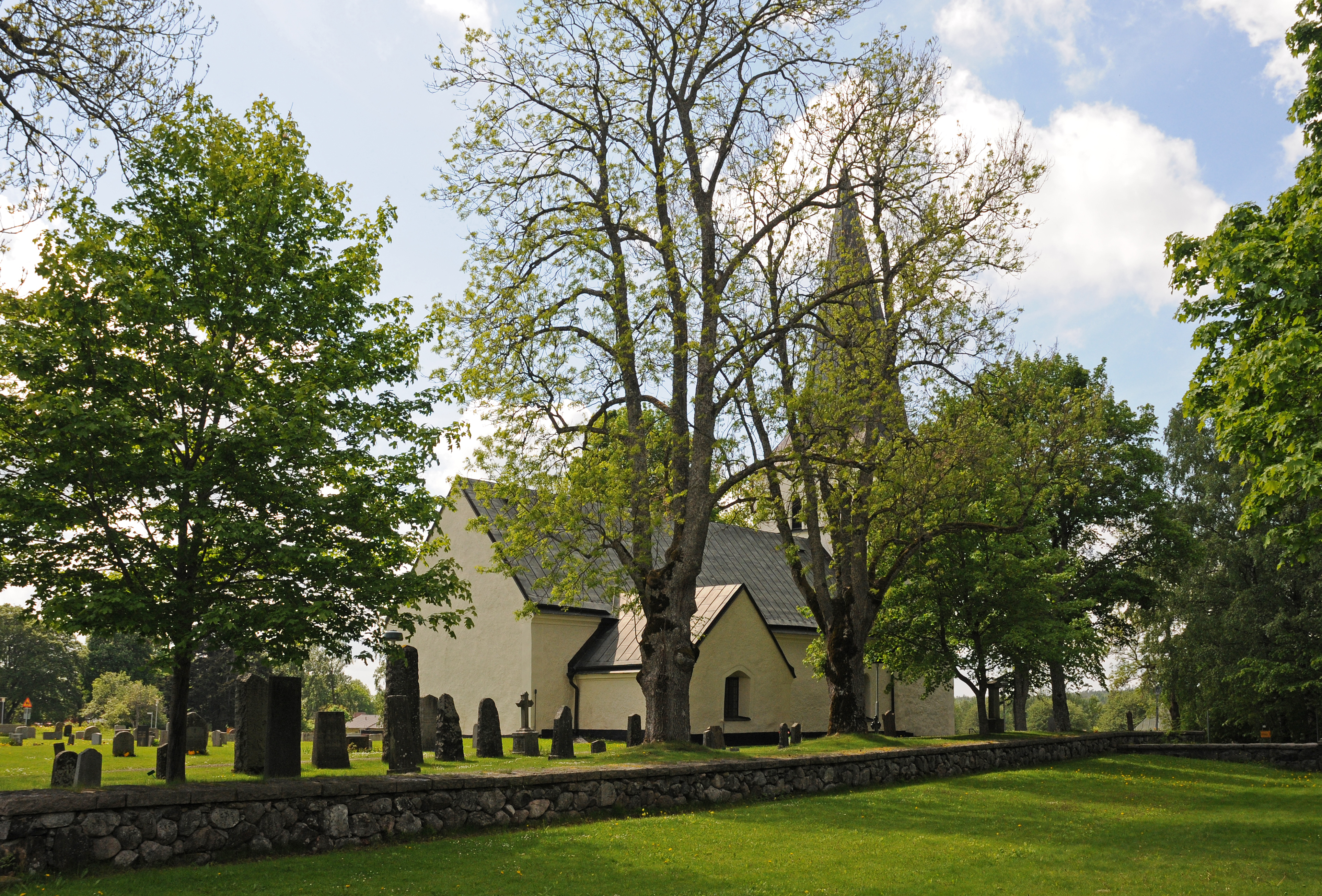
Kyrkan från nordost
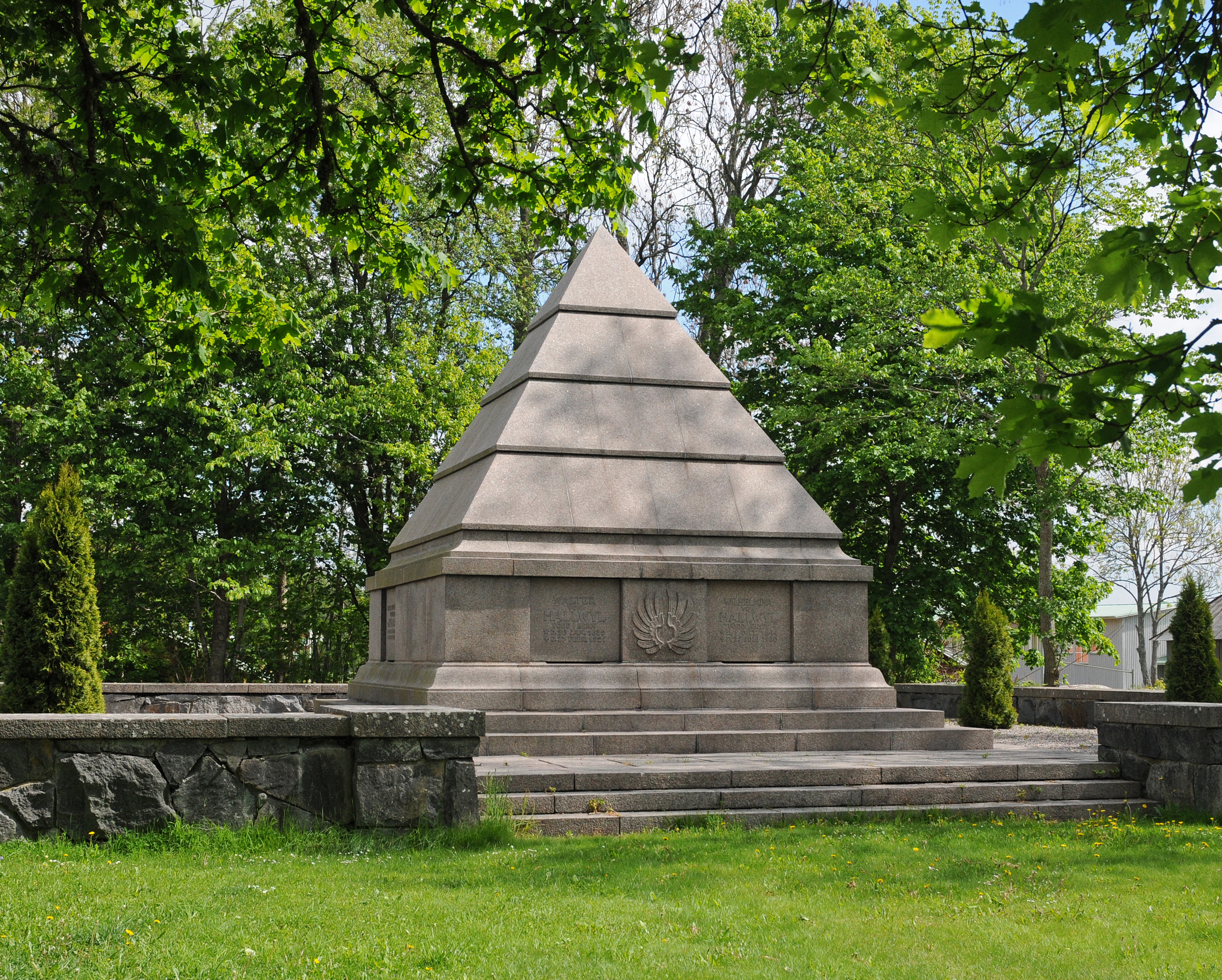
Hallwylska gravmonumentet ritat av Isak Gustaf Clason
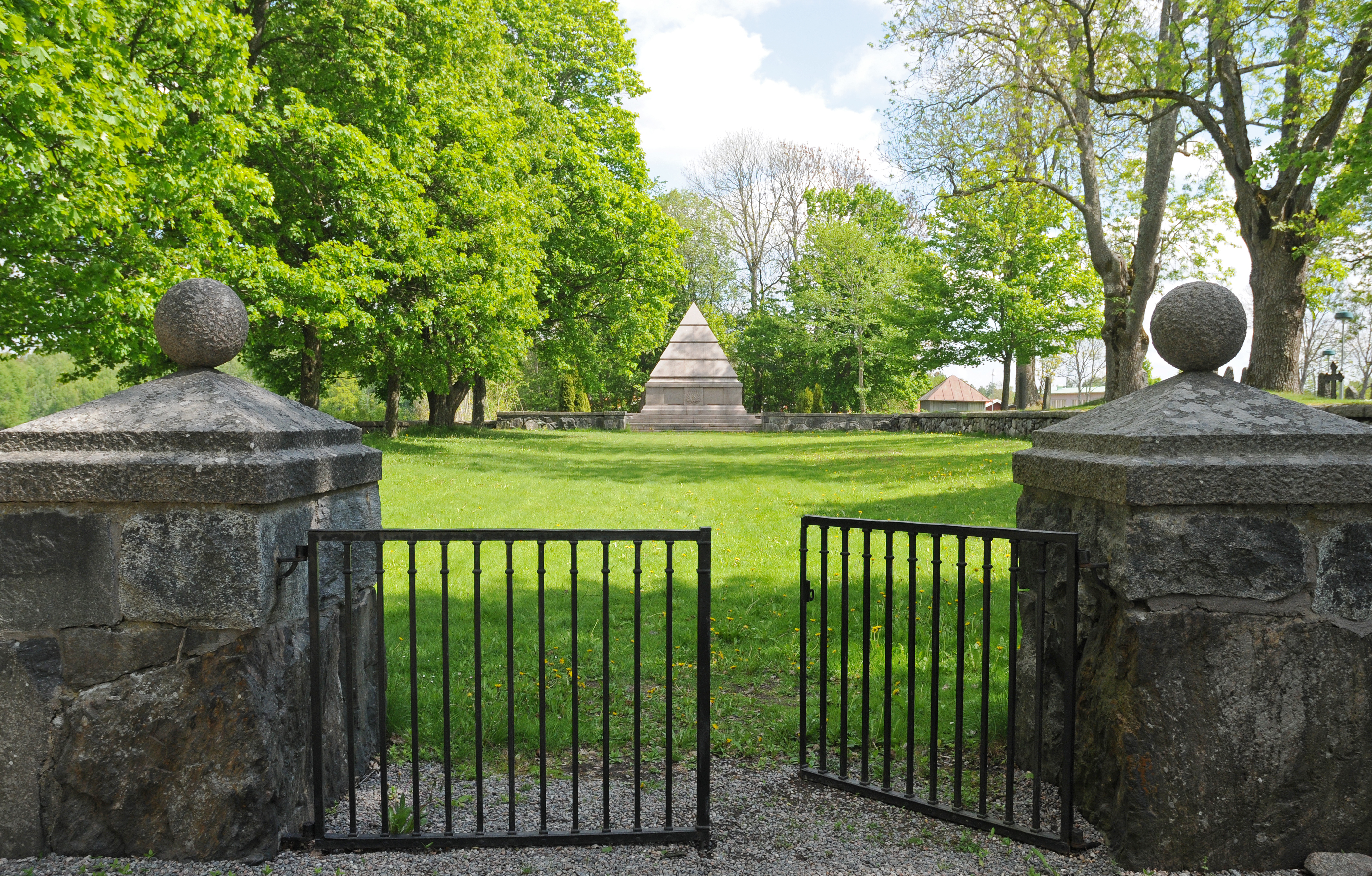
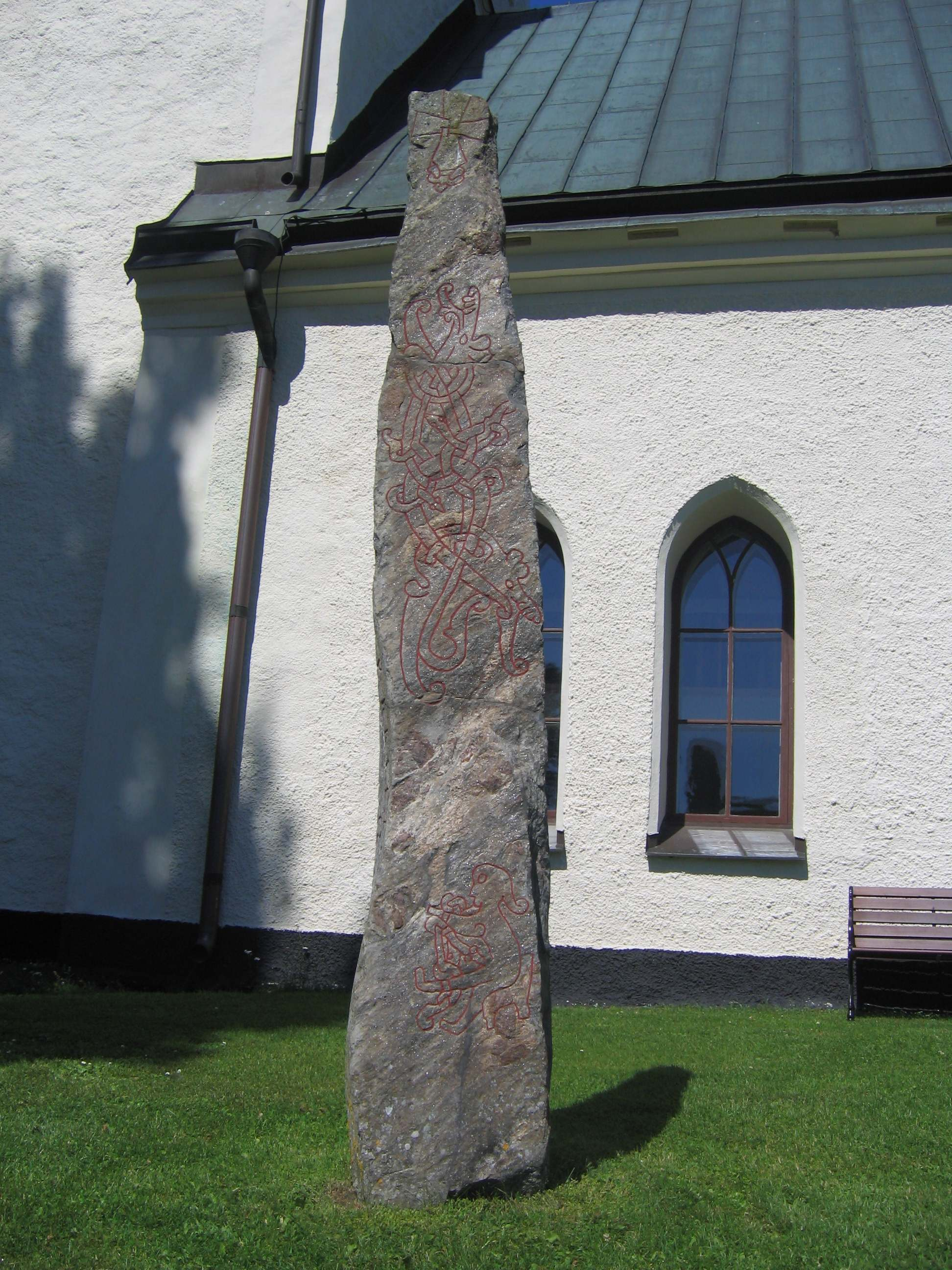
Runstenen vid kyrkan
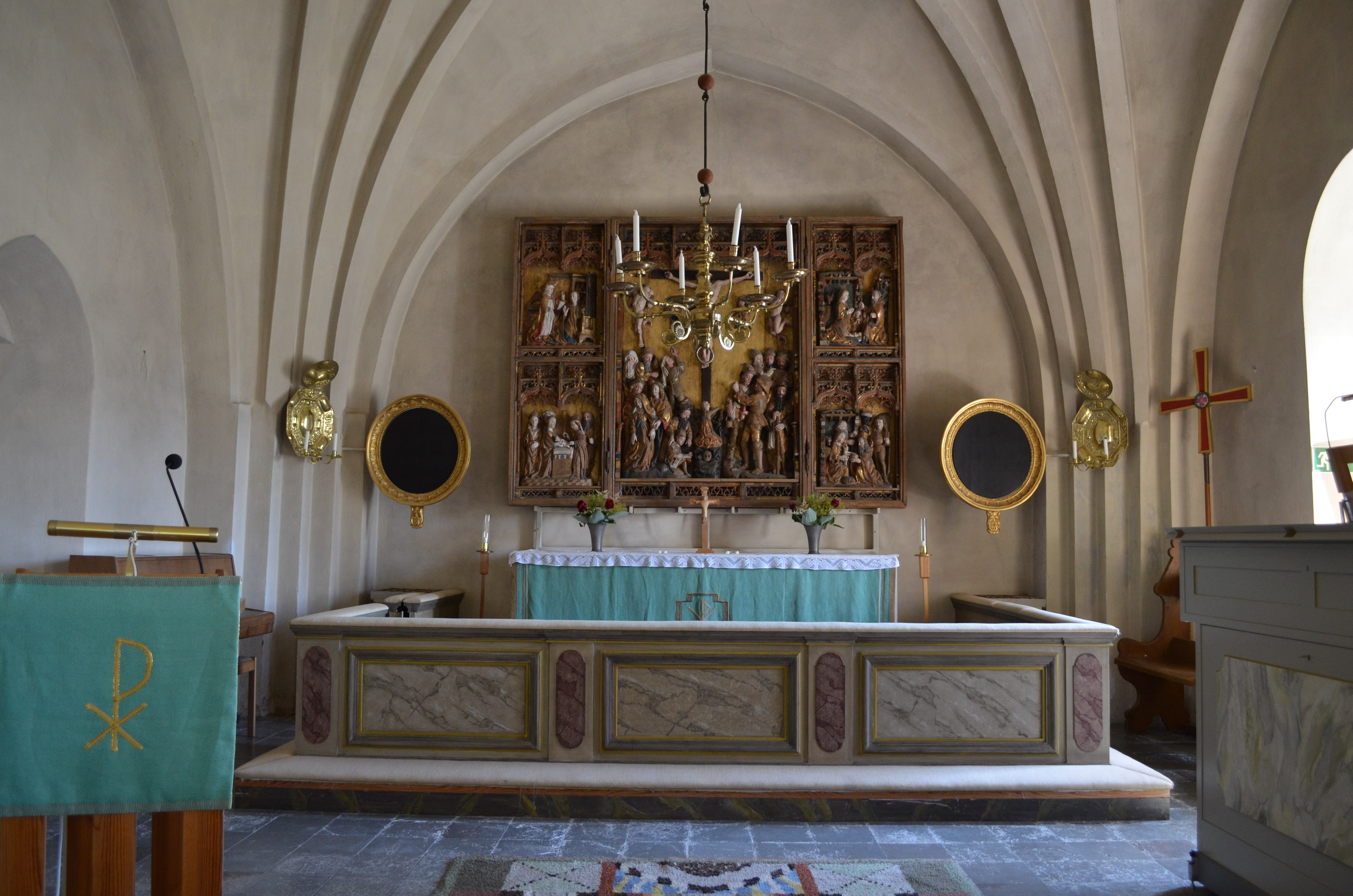
Västerljungs kyrkas altare
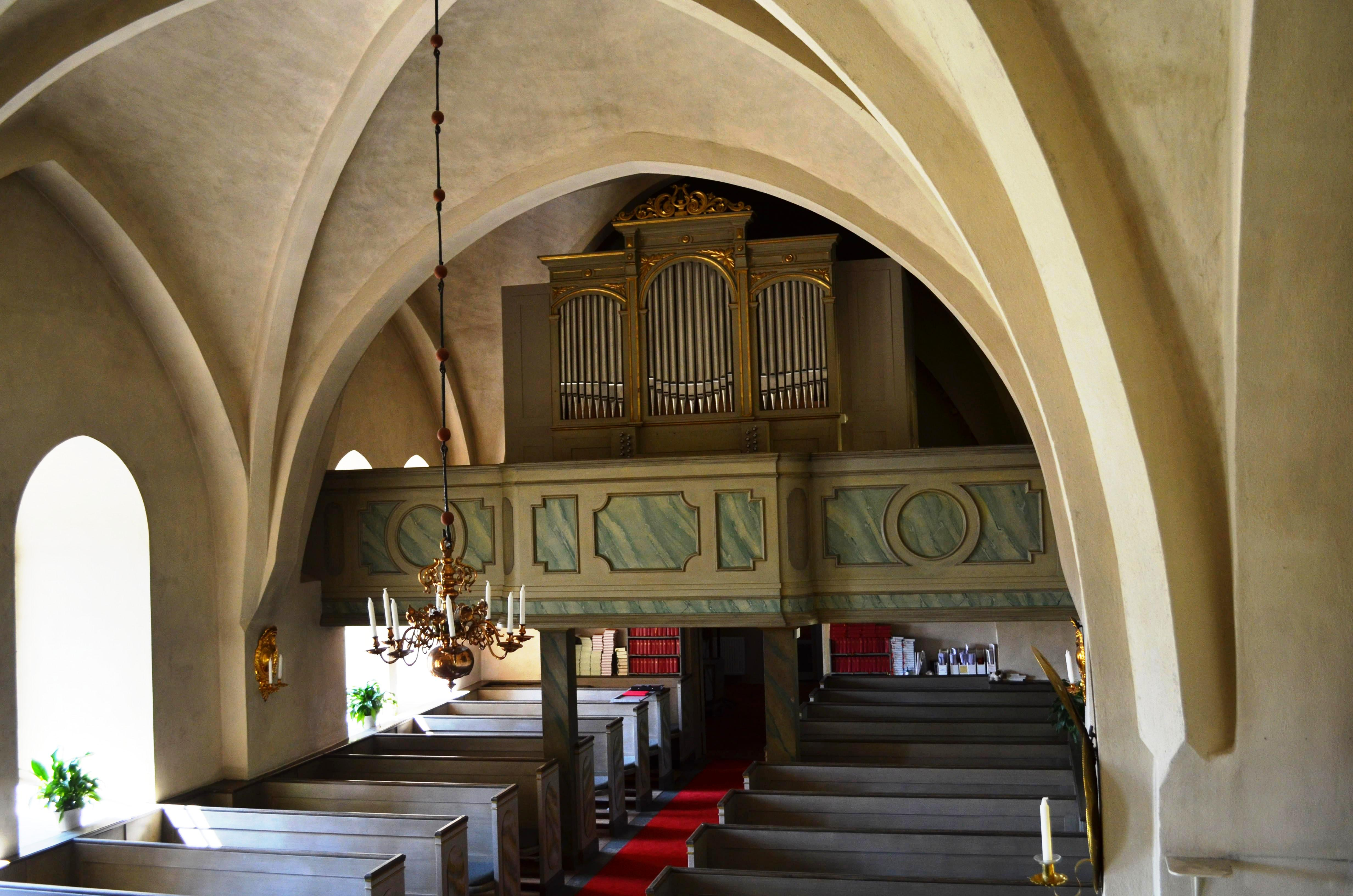
Västerljungs kyrkas kyrkorgel
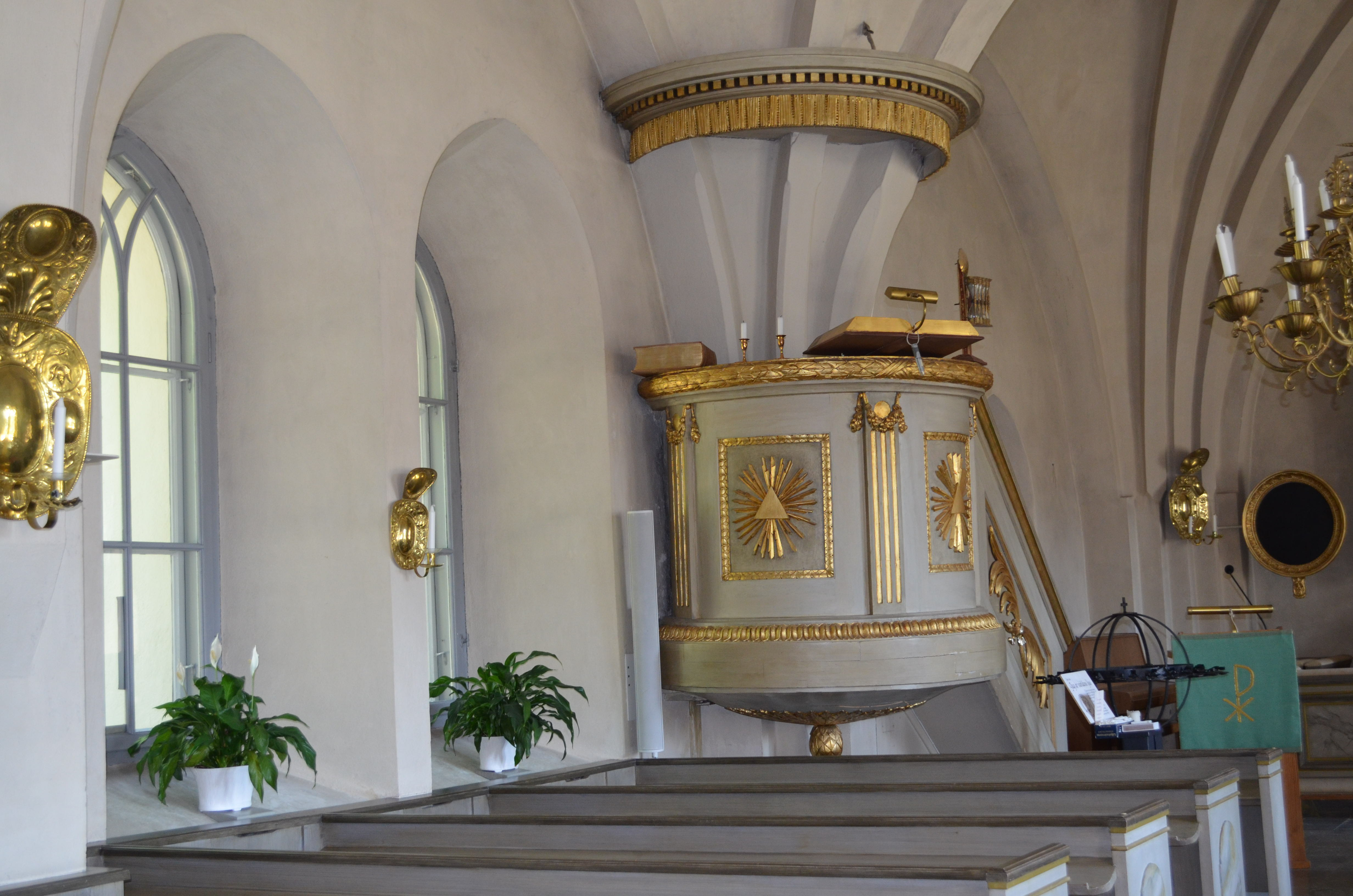
Västerljungs kyrkas predikstol
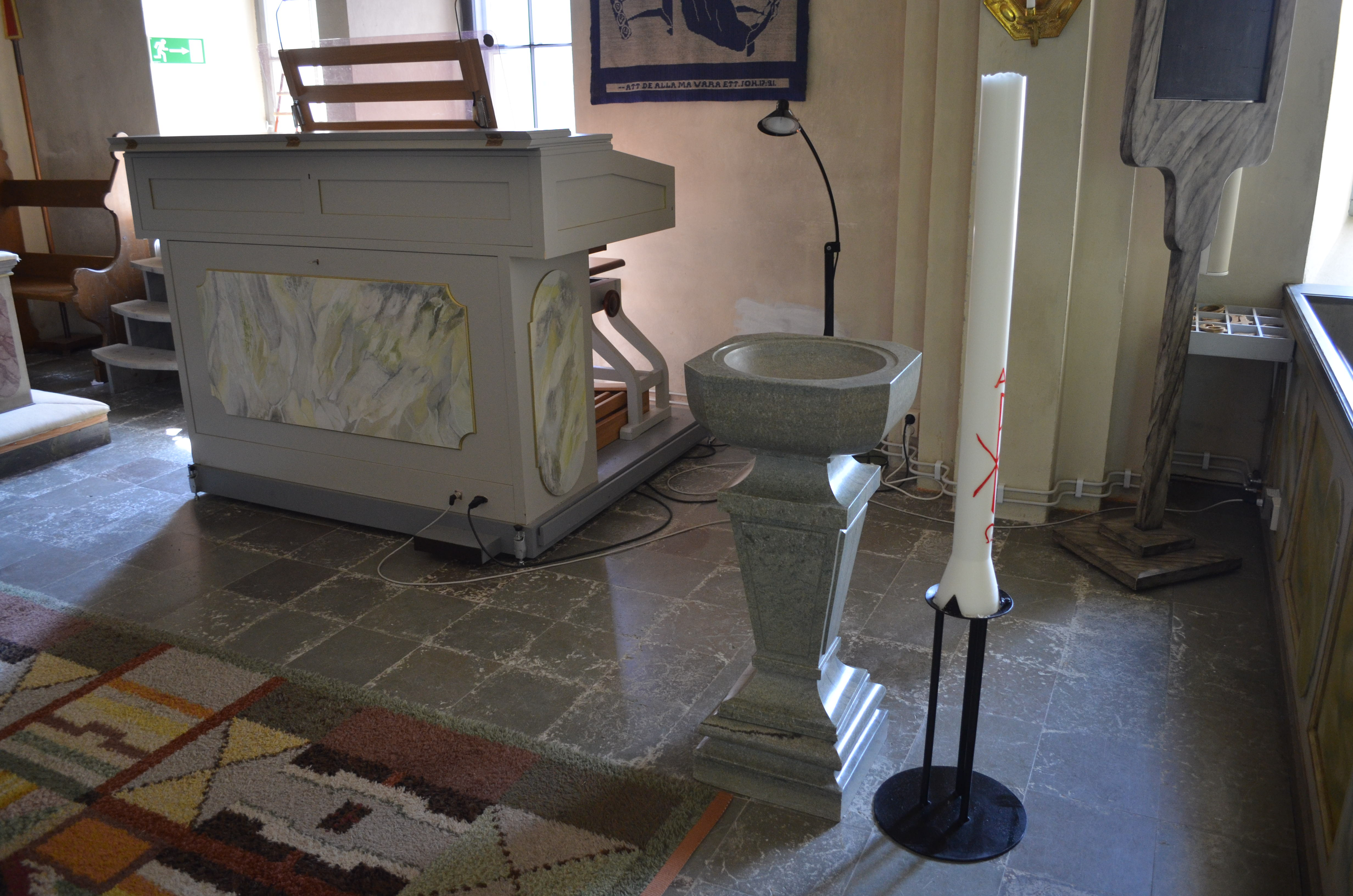
Västerljungs kyrkas dopfunt
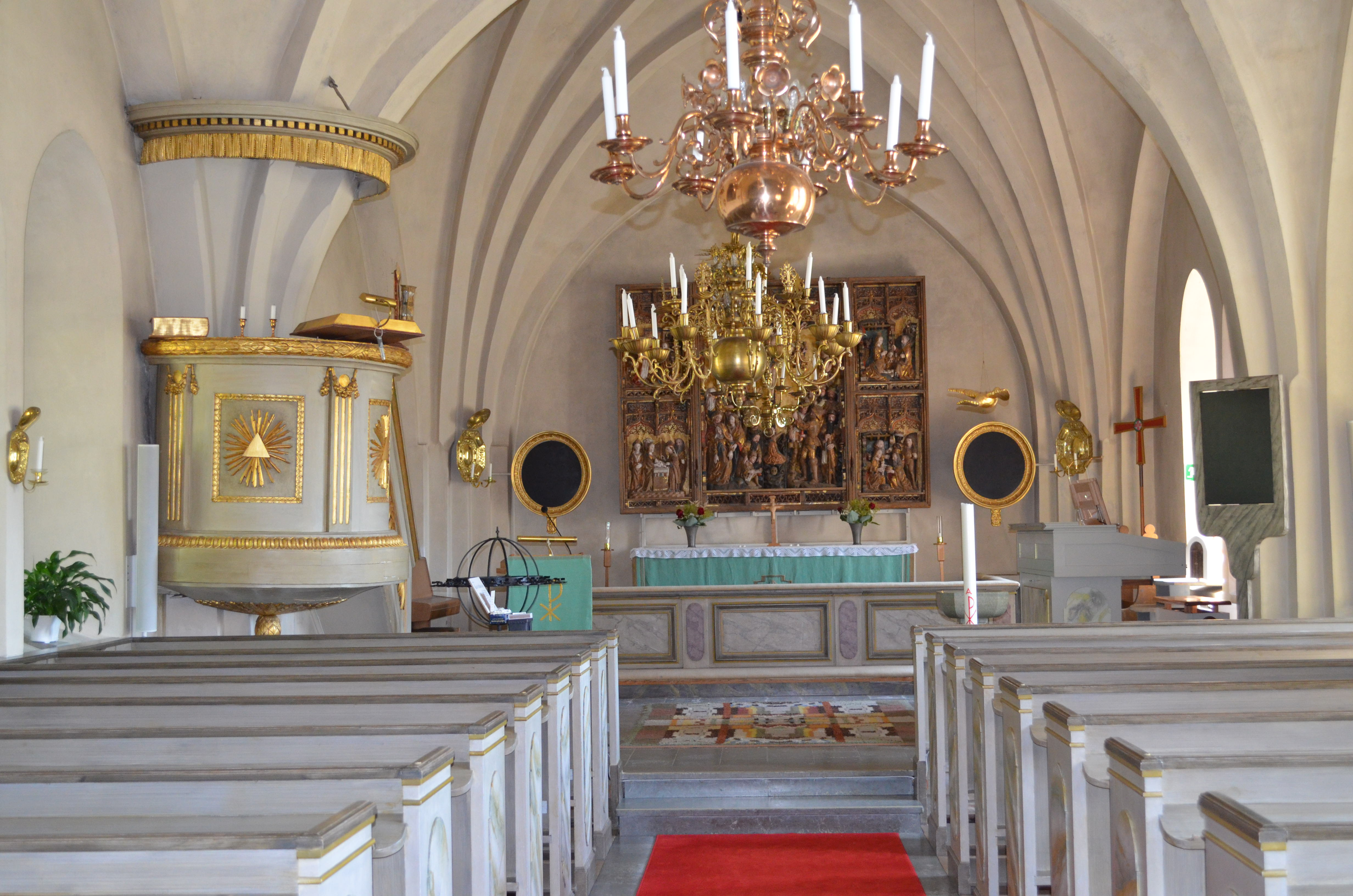
Västerljungs kyrkas kyrksal

## Orgel
- 1844 köper man in en orgel från Vårdinge kyrka. Den var byggd 1708 av Eric Kuper och hade 8 stämmor.
- 1884 bygger Karl Johan Wickman, Skövde en orgel med 6 stämmor.
- Den nuvarande orgel är byggd 1954 av Åkerman & Lund, Knivsta och är en mekanisk orgel. Fasaden är från 1884 års orgel.

| Huvudverk I   | Svällverk II      | Pedal        | Koppel |
| Principal 8´  | Rörflöjt 8´       | Subbas 16´   | I/P    |
| Gedackt 8´    | Spetsflöjt 4´     | Gedackt 8´   | II/P   |
| Oktava 4´     | Kvintadena 4´     | Principal 4´ | II/I   |
| Oktava 2´     | Nasard 2 2/3'     |              |        |
| Mixtur 3 chor | Blockflöjt 2'     |              |        |
|               | Oktava 1'         |              |        |
|               | Krumhorn 8'       |              |        |
|               | Crescendosvällare |              |        |